# Chavarriella lugentiscripta
Chavarriella lugentiscripta är en fjärilsart som beskrevs av Louis Beethoven Prout 1917. Chavarriella lugentiscripta ingår i släktet Chavarriella och familjen mätare. Inga underarter finns listade i Catalogue of Life.